# Tanah Hitam (Padang Jaya)
Tanah Hitam is een bestuurslaag in het regentschap Bengkulu Utara van de provincie Bengkulu, Indonesië. Tanah Hitam telt 939 inwoners (volkstelling 2010).